# Wenzel II av Böhmen (hertig)
Wenzel II av Böhmen, född 1137, död 1192, var en hertig av Böhmen. Han regerade från 1191 till 1192.